# Sergey Cherepanov
Sergey Pavlovich Cherepanov (en russe : Сергей Павлович Черепанов), né le 5 janvier 1986 à Ridder, est un fondeur kazakh.

## Biographie
Il connaît sa première expérience internationale aux Championnats du monde junior en 2001. Dans cette compétition, il réalise ses meilleures performances en 2004 à Stryn, lorsqu'il finit sixième du trente kilomètres, puis quatrième du dix kilomètres et fin remporte la médaille d'or sur le relais.
Sergey Cherepanov fait ses débuts en Coupe du monde le 21 novembre 2004 en prenant part à un relais avec l'équipe kazakhe et marque son premier point en fin d'année 2006 à Kuusamo (30e), le fondeur participe par la suite à trois éditions des Jeux olympiques en 2006, 2010 et 2014, obtenant comme meilleur résultat individuel une 47e place sur le quinze kilomètres en 2010 à Vancouver et cinq éditions des Championnats du monde entre 2007 et 2015, terminant notamment douzième de la poursuite en 2009 à Liberec et onzième du quinze kilomètres classique en 2011 à Oslo.
Alors son meilleur résultat individuel est jusque là seizième, il accède seul podium en Coupe du monde, obtenu lors du 15 km classique de Lahti en mars 2008 (3e place). Un an plus tard, il remporte le titre mondial des moins de 23 ans en poursuite. En 2010, le Kazakh signe son deuxième top dix en Coupe du monde avec une huitième place sur une étape du Tour de ski (20 km classique à Val di Fiemme).

## Palmarès

### Jeux olympiques d'hiver
| Épreuve / Édition               | Turin 2006                       | Vancouver 2010                   | Sotchi 2014                      |
| Sprint libre                    | 55e                              | Épreuve inexistante à cette date | -                                |
| Sprint classique                | Épreuve inexistante à cette date | 48e                              | Épreuve inexistante à cette date |
| 15 km libre                     | Épreuve inexistante à cette date | 47e                              | Épreuve inexistante à cette date |
| Poursuite / Skiathlon 2 × 15 km | -                                | 49e                              | 48e                              |
| 50 km libre                     | -                                | Épreuve inexistante à cette date | 54e                              |
| Relais 4 x 10 km                | -                                | 11e                              | 13e                              |

légende : 
 : pas d'épreuve
 - : n'a pas participé à l'épreuve

### Championnats du monde
| Épreuve / Édition           | Sprint                           | Sprint                           | 15 km                            | 15 km                            | Poursuite / Skiathlon 2 × 15 km | 50 km | Relais | Relais    |
| Épreuve / Édition           | libre                            | classique                        | libre                            | classique                        | Poursuite / Skiathlon 2 × 15 km | 50 km | Sprint | 4 × 10 km |
| Mondiaux 2007 Sapporo       | Épreuve inexistante à cette date | 26e                              | 23e                              | 22e                              |                                 |       | 6e     |           |
| Mondiaux 2009 Liberec       | 63e                              | Épreuve inexistante à cette date | Épreuve inexistante à cette date | 32e                              | 12e                             |       |        | 10e       |
| Mondiaux 2011 Oslo          | 56e                              | Épreuve inexistante à cette date | Épreuve inexistante à cette date | 11e                              | 44e                             | 38e   |        | 13e       |
| Mondiaux 2013 Val di Fiemme | Épreuve inexistante à cette date |                                  |                                  | Épreuve inexistante à cette date |                                 |       |        | 13e       |
| Mondiaux 2015 Falun         | Épreuve inexistante à cette date | 58e                              | 56e                              | Épreuve inexistante à cette date | —                               | 44e   | —      | —         |

### Coupe du monde
- Meilleur classement général : 69e en 2008.
- 1 podium : 
  - 1 podium en épreuve individuelle : 1 troisième place.

#### Classements par saison
| Saison    | Classement général final | Classement distance | Classement sprint |
| 2006-2007 | 126e                     | 72e                 |                   |
| 2007-2008 | 69e                      | 43e                 |                   |
| 2008-2009 | 103e                     | 68e                 | 93e               |
| 2009-2010 | 108e                     | 73e                 | 104e              |
| 2010-2011 | 157e                     | 99e                 |                   |
| 2011-2012 | 91e                      | 58e                 |                   |
| 2012-2013 | 121e                     | 79e                 |                   |

### Championnats du monde junior
- Médaille d'or du relais en 2004 à Stryn.

### Championnats du monde des moins de 23 ans
- Médaille d'or de la poursuite en 2009 à Praz de Lys-Sommand.

### Universiades
- Médaille d'or du relais en 2007 à Turin.
- Médaille de bronze du dix kilomètres libre en 2007.

### Jeux asiatiques
- Médaille d'or du relais en 2007 à Changchun.
- Médaille d'or du relais en 2011 à Astana/Almaty
- Médaille d'argent du 30 kilomètres en 2011.
- Médaille d'argent du 30 kilomètres en 2017 à Sapporo.
- Médaille d'argent du relais en 2017.